# Eodrepanus fastiditus
Eodrepanus fastiditus là một loài bọ cánh cứng trong họ Bọ hung (Scarabaeidae).